# Federal Highway Administration
La Federal Highway Administration (FHWA) è un'agenzia federale del Dipartimento dei Trasporti degli Stati Uniti a capo del sistema autostradale statunitense.
Si occupa principalmente di gestire il budget a disposizione per il mantenimento del National Highway System (in particolare l'Interstate Highway System e l'U.S.Routes), di coordinare progetti di costruzione e garantire la sicurezza stradale.